# Polinomio ciclotómico
En matemáticas y, más concretamente, en álgebra conmutativa, el polinomio ciclotómico asociado al entero natural n, denotado como Φn, es el polinomio unitario  cuyas raíces son todas las raíces n-ésimas primitivas de la unidad, es decir, los números complejos que verifican zn = 1, pero que no verifican {\displaystyle z^{m}=1} para ningún {\displaystyle m<n}. Concretamente, estas raíces son los números {\displaystyle e^{\frac {2\pi ik}{n}}} donde {\displaystyle k} y {\displaystyle n} son coprimos.
Se suelen tomar las raíces en el cuerpo de los complejos, (otras extensiones del cuerpo de los reales también serían posibles), pero carece de consecuencia sobre los polinomios ciclotómicos, cuyos coeficientes se puede demostrar que son siempre enteros. El grado de Φn viene dado por {\displaystyle \varphi (n)}, donde {\displaystyle \varphi } la función φ de Euler (la cantidad de números menores que y coprimos con {\displaystyle n}), y es lógicamente inferior o igual a n.   

Como ya se ha dicho, las raíces primitivas son de la forma ωr, con 0 ≤ r < n, r coprimo con n, y {\displaystyle \omega =e^{\frac {2\pi i}{n}}}. Entonces, simbólicamente podemos escribir
{\displaystyle \Phi _{n}(X)=\prod _{\begin{matrix}0\leq r<n\\\operatorname {mcd} (r,n)=1\end{matrix}}(X-\omega ^{r})}

## Historia

### Origen del concepto

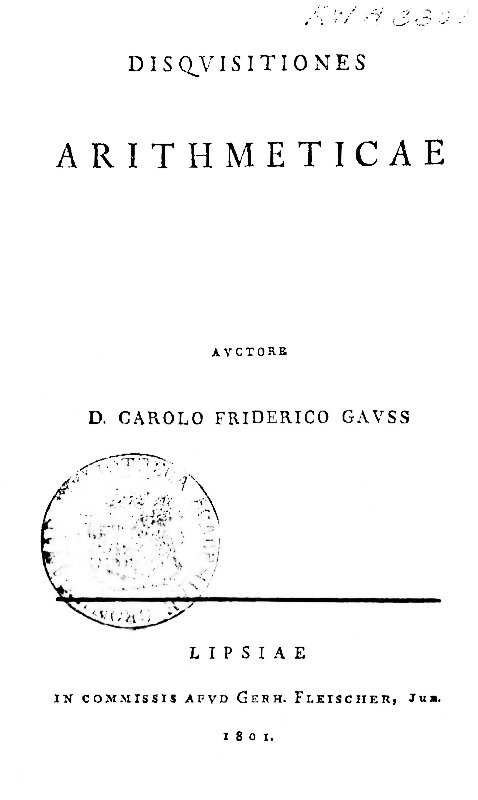
El tratado de análisis de los polinomios ciclotómicos

Carl Friedrich Gauss, en sus Disquisitiones Arithmeticae, publicado en 1801, utiliza los polinomios ciclotómicos. Con ellos hace una importante contribución a un problema abierto desde la antigüedad: la construcción con regla y compás de polígonos regulares. Estos trabajos sirven de referencia a lo largo de todo el siglo. Concretamente, Gauss elabora una lista de los polígonos construibles, junto con un método eficaz para construirlos para polígonos de hasta 256 lados. Este problema recibiría una respuesta final por Pierre-Laurent Wantzel (1814 - 1848) en un artículo (ver teorema de Wantzel).
Este enfoque es innovador y, en muchos aspectos, prefigura el álgebra moderna: un polinomio ya no aparece como un objeto en sí mismo, sino como parte de un conjunto estructurado. Aunque aún no se formaliza el concepto del anillo de polinomios, sí que se descubre su estructura euclidiana y es la herramienta básica para el análisis de Gauss.
Para resolver de forma efectiva la ecuación ciclotómica, Gauss considera una estructura finita: las permutaciones de las raíces. Hoy en día se las conoce como periodos de Gauss. Gauss usa sus propiedades algebraicas para encontrar la solución. Este enfoque prevé el uso de la teoría de grupos en el álgebra y la teoría de Galois.
A continuación se definen nuevas estructuras. La división euclidiana introduce la noción de resto, y el conjunto de todos ellos tiene muchas propiedades algebraicas. Tal estructura ahora se consideraría un caso particular de cuerpo finito si el divisor es un número primo. Gauss destaca tales conjuntos y utiliza, adelantándose a su tiempo, el transporte de estructura por morfismo entre dos anillos para demostrar la irreductibilidad de polinomios ciclotómicos. En este mismo libro, Gauss utiliza las estructuras ya introducidas para resolver otro problema ya abordado por Fermat (1601 - 1685) y formalizado por Euler (1707 - 1783): la ley de reciprocidad cuadrática.
A partir de ese momento, se van encontrando muchas más aplicaciones de toda la teoría construida. La utilización en la geometría no se limita a la construcción con la regla y el compás. El polinomio ciclotómico de índice cuatro permite la construcción de un nuevo conjunto de números algebraicos: los enteros de Gauss. Con esto surge una nueva rama de las matemáticas: la teoría de números algebraicos, que simplifica la resolución de ecuaciones diofánticas y permite resolver nuevas ecuaciones.

### Polinomios ciclotómicos y ecuaciones algebraicas

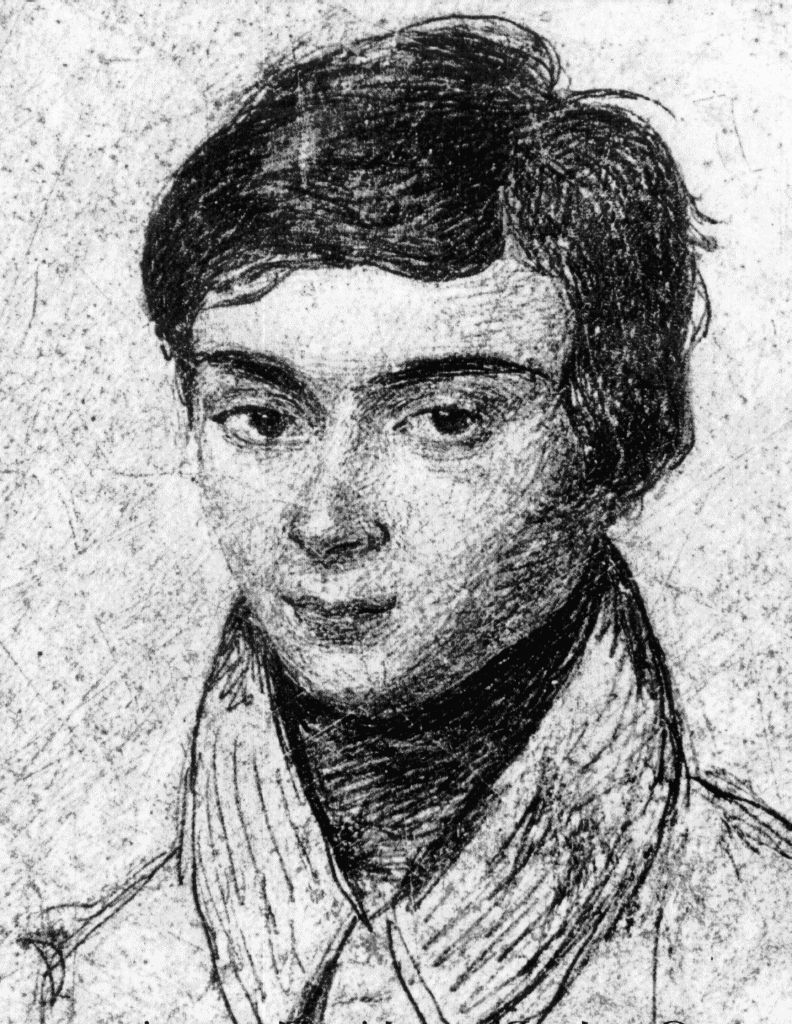
Évariste Galois

La búsqueda de soluciones de la ecuación polinómica es un problema que se remonta a los primeros desarrollos en teoría polinomios llevados a cabo por los matemáticos árabes. Aunque en general se cita a Al-Juarismi (783-850) como precursor por la resolución de seis ecuaciones canónicas, a Girolamo Cardano (1501-1576) por la resolución de la ecuación polinómica de grado tres y a Ludovico Ferrari (1522-1565) para las de cuarto, el caso general continuó siendo durante mucho tiempo un misterio. 
Joseph-Louis Lagrange (1736-1813) afirmó que la resolución de este problema general estaba íntimamente relacionada con las propiedades de las permutaciones de raíces. El caso especial de los polinomios ciclotómicos lo ilustra. El grupo de permutaciones buenas, ahora llamado grupo de Galois, no sólo es conmutativo sino que además es cíclico. Esta propiedad, utilizada junto con los periodos de Gauss, permite resolver este caso particular de forma eficaz.
Un análisis más profundo abordado posteriormente por Paolo Ruffini (1765-1822), Niels Henrik Abel (1802-1829) y sobre todo por Evariste Galois (1811-1832) muestra que el aspecto conmutativo del grupo es ya, de hecho, condición suficiente. Para ser precisos, la condición es que el grupo pueda descomponerse en una sucesión de grupos conmutativos encajados. La pregunta natural que surge es determinar qué extensiones del cuerpo de los números racionales tienen un grupo de Galois conmutativo. Estas extensiones se llaman extensiones abelianas. La estructura del cuerpo asociada con un polinomio ciclotómico, llamada extensión ciclotómica, es un ejemplo de esto. Su unicidad significaría que toda ecuación algebraica resoluble por radicales se reduciría de una manera u otra a un polinomio ciclotómico. La respuesta es positiva: toda extensión abeliana del cuerpo de los racionales es un subcuerpo de una extensión ciclotómica. La demostración de este resultado necesitó casi medio siglo de esfuerzo para terminar de ser demostrada. Los principales contribuyentes en dicha demostración fueron Leopold Kronecker (1823-1891) y Heinrich Weber (1842-1913).
Aunque el análisis de las extensiones abelianas finitas acaba en el siglo XIX, se deja abierta un amplio abanico de preguntas, por ejemplo en aritmética. Parece necesario generalizar la noción de cuerpo ciclotómico a extensiones infinitas. La cuestión la planteó David Hilbert (1862-1943). Esta línea de investigación se denomina teoría de cuerpos de clases. La teoría correspondiente es uno de los campos de la matemática más exitosos durante el siglo XX. Se puede citar por ejemplo la ley de reciprocidad de Emil Artin (1898-1962), que resuelvió el noveno de los problemas de Hilbert, o más recientemente, dos laureados con la medalla Fields por sus trabajos sobre generalizaciones de la teoría: Vladimir Drinfeld en 1990 o Laurent Lafforgue en 2002.

## Propiedades
- El grado del n-ésimo polinomio ciclotómico viene dado por la función φ de Euler: {\displaystyle \varphi (m)=\#\{n\in \mathbb {N} |n\leq m\land \mathrm {mcd} (m,n)=1\}}. En particular, siempre será menor o igual a n.

- {\displaystyle \forall n\geq 1}, el polinomio ciclotómico {\displaystyle \Phi _{n}(X)} es de coeficientes enteros, es decir, {\displaystyle \Phi _{n}(X)\in \mathbb {Z} [X]}.

- {\displaystyle \forall n\geq 1}, el polinomio ciclotómico {\displaystyle \Phi _{n}(X)\in \mathbb {Z} [X]}, es irreducible en {\displaystyle \mathbb {Z} [X]} y en {\displaystyle \mathbb {Q} [X]}.

- {\displaystyle \forall p>1,} p primo, {\displaystyle \forall n\in \mathbb {N} } tal que p no divide n, y {\displaystyle \forall r\geq 1}, se tiene: {\displaystyle \Phi _{np^{r}}(X)=\Phi _{np}(X^{p^{r-1}}).}

- {\displaystyle \forall n\geq 3,} n impar, se tiene: {\displaystyle \Phi _{2n}(X)=\Phi _{n}(-X).}

- {\displaystyle \forall p} primo y {\displaystyle \forall n\in \mathbb {N} } tal que p no divide n, se tiene: {\displaystyle \Phi _{np}(X)={\frac {\Phi _{n}(X^{p})}{\Phi _{n}(X)}}.}

## Cálculo de los polinomios ciclotómicos
El polinomio {\displaystyle X^{n}-1} tiene por raíces todas las raíces n-ésimas de la unidad y toda raíz n-ésima de la unidad es raíz d-ésima primitiva para algún divisor d de n; de la misma manera, las raíces de {\displaystyle \Phi _{d}(X)}, para d divisor de n también son raíces de {\displaystyle X^{n}-1}. Se deduce pues la siguiente igualdad:

{\displaystyle X^{n}-1=\prod _{d|n}\Phi _{d}(X).}

Mediante esta última, encontramos una primera manera recursiva de calcular los polinomios ciclotómicos:

{\displaystyle \Phi _{n}(X)={\frac {X^{n}-1}{\prod _{\stackrel {d|n}{{}_{d<n}}}\Phi _{d}(X)}}.}

Si queremos calcular el polinomio ciclotómico p-ésimo, donde p es un número primo, como p no es divisible por ningún número menor que él distinto de 1, todas las raíces de la unidad exceptuando el uno son raíces primitivas, por tanto:

{\displaystyle \Phi _{p}=\prod _{{}_{\zeta }}(X-\zeta )={\frac {X^{p}-1}{X-1}}=1+X+X^{2}+...+X^{p-1}.}

Utilizando la función de Möbius, se obtiene otra manera no recursiva de calcular los polinomios ciclotómicos:

{\displaystyle \Phi _{n}(X)=\prod _{d|n}(X^{d}-1)^{\mu (n/d)}=\prod _{d|n}(X^{n/d}-1)^{\mu (d)}.}

## Ejemplos
Calculemos los polinomios ciclotómicos de orden 2 y 3, al ser ambos números primos su cálculo es inmediato:
{\displaystyle \Phi _{2}={\frac {X^{2}-1}{\Phi _{1}}}={\frac {X^{2}-1}{X-1}}=X+1}

{\displaystyle \Phi _{3}={\frac {X^{3}-1}{\Phi _{1}}}={\frac {X^{3}-1}{X-1}}=X^{2}+X+1}

Ahora mediante las fórmulas anteriores y teniendo en cuenta que {\displaystyle \Phi _{1}=X-1}, calculamos los polinomios de orden mayor:
{\displaystyle \Phi _{4}={\frac {X^{4}-1}{\Phi _{1}\Phi _{2}}}={\frac {X^{4}-1}{X^{2}-1}}=X^{2}+1}

{\displaystyle \Phi _{5}={\frac {X^{5}-1}{\Phi _{1}}}={\frac {X^{5}-1}{X-1}}=X^{4}+X^{3}+X^{2}+X+1}
{\displaystyle \Phi _{6}={\frac {X^{6}-1}{(\Phi _{1}\Phi _{3})\Phi _{2}}}={\frac {X^{6}-1}{(X^{3}-1)(X+1)}}={\frac {X^{3}+1}{X+1}}=X^{2}-X+1}
{\displaystyle \Phi _{7}={\frac {X^{7}-1}{\Phi _{1}}}={\frac {X^{7}-1}{X-1}}=X^{6}+X^{5}+X^{4}+X^{3}+X^{2}+X+1}
{\displaystyle \Phi _{8}={\frac {X^{8}-1}{\Phi _{1}\Phi _{2}\Phi _{4}}}={\frac {X^{8}-1}{X^{4}-1}}=X^{4}+1}

{\displaystyle \Phi _{9}={\frac {X^{9}-1}{\Phi _{1}\Phi _{3}}}={\frac {X^{9}-1}{X^{3}-1}}=X^{6}+X^{3}+1}
{\displaystyle \Phi _{10}={\frac {X^{10}-1}{(\Phi _{1}\Phi _{5})\Phi _{2}}}={\frac {X^{10}-1}{(X^{5}-1)(X+1)}}={\frac {X^{5}+1}{X+1}}=X^{4}-X^{3}+X^{2}-X+1}
{\displaystyle \Phi _{11}={\frac {X^{11}-1}{\Phi _{1}}}={\frac {X^{11}-1}{X-1}}=X^{10}+X^{9}+X^{8}+X^{7}+X^{6}+X^{5}+X^{4}+X^{3}+X^{2}+X+1}
{\displaystyle \Phi _{12}={\frac {X^{12}-1}{(\Phi _{1}\Phi _{2}\Phi _{3}\Phi _{6})\Phi _{4}}}={\frac {X^{12}-1}{(X^{6}-1)(X^{2}+1)}}={\frac {X^{6}+1}{X^{2}+1}}=X^{4}-X^{2}+1}
{\displaystyle \Phi _{13}={\frac {X^{13}-1}{\Phi _{1}}}={\frac {X^{13}-1}{X-1}}=X^{12}+X^{11}+X^{10}+X^{9}+X^{8}+X^{7}+X^{6}+X^{5}+X^{4}+X^{3}+X^{2}+X+1}
{\displaystyle \Phi _{14}={\frac {X^{14}-1}{(\Phi _{1}\Phi _{7})\Phi _{2}}}={\frac {X^{14}-1}{(X^{7}-1)(X+1)}}={\frac {X^{7}+1}{X+1}}=X^{6}-X^{5}+X^{4}-X^{3}+X^{2}-X+1}
{\displaystyle \Phi _{15}={\frac {X^{15}-1}{(\Phi _{1}\Phi _{5})\Phi _{3}}}={\frac {X^{15}-1}{(X^{5}-1)(X^{2}+X+1)}}={\frac {X^{10}+X^{5}+1}{X^{2}+X+1}}=X^{8}-X^{7}+X^{5}-X^{4}+X^{3}-X+1}
{\displaystyle \Phi _{16}={\frac {X^{16}-1}{(\Phi _{1}\Phi _{2})\Phi _{4}\Phi _{8}}}={\frac {X^{16}-1}{(X^{2}-1)(X^{2}+1)(X^{4}+1)}}=X^{8}+1}
{\displaystyle \Phi _{17}={\frac {X^{17}-1}{\Phi _{1}}}={\frac {X^{17}-1}{X-1}}=X^{16}+X^{15}+X^{14}+X^{13}+X^{12}+X^{11}+X^{10}+X^{9}+X^{8}+X^{7}+X^{6}+X^{5}+X^{4}+X^{3}+X^{2}+X+1}
Calculemos ahora algunos polinomios ciclotómicos usando la función de Möbius
{\displaystyle \Phi _{4}={\frac {X^{4}-1}{X^{2}-1}}=X^{2}+1}

{\displaystyle \Phi _{6}={\frac {(X^{6}-1)(X-1)}{(X^{3}-1)(X^{2}-1)}}=X^{2}-X+1}
{\displaystyle \Phi _{8}={\frac {X^{8}-1}{X^{4}-1}}=X^{4}+1}

{\displaystyle \Phi _{10}={\frac {(X^{10}-1)(X-1)}{(X^{5}-1)(X^{2}-1)}}=X^{4}-X^{3}+X^{2}-X+1}
{\displaystyle \Phi _{12}={\frac {(X^{12}-1)(X^{2}-1)}{(X^{6}-1)(X^{4}-1)}}=X^{4}-X^{2}+1}
Podría parecer que los coeficientes de los polinomios ciclotómicos son siempre 0, 1 o -1. Sin embargo, esto no es cierto en general. El menor entero positivo n tal que el polinomio ciclotómico n-ésimo tiene un coeficiente distinto de 0, 1 y -1 es n = 105 = 3×5×7:
{\displaystyle {\begin{aligned}\Phi _{105}(x)={}&x^{48}+x^{47}+x^{46}-x^{43}-x^{42}-2x^{41}-x^{40}-x^{39}+x^{36}+x^{35}+x^{34}\\&{}+x^{33}+x^{32}+x^{31}-x^{28}-x^{26}-x^{24}-x^{22}-x^{20}+x^{17}+x^{16}+x^{15}\\&{}+x^{14}+x^{13}+x^{12}-x^{9}-x^{8}-2x^{7}-x^{6}-x^{5}+x^{2}+x+1.\end{aligned}}}

## Ejemplos gráficos

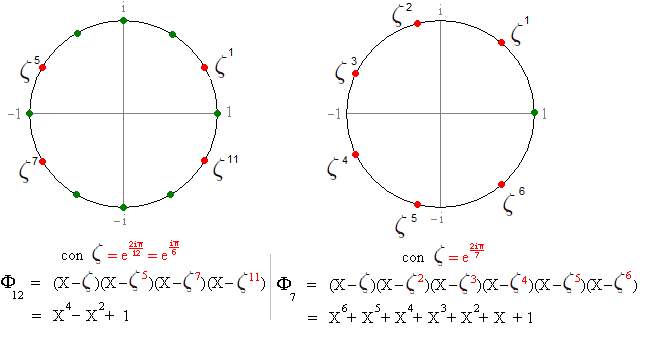
Gráfica de las raíces duodécimas y las séptimas de uno.

En la imagen tenemos por un lado las raíces duodécimas de la unidad de {\displaystyle \mathbb {C} } y las raíces séptimas por otro.
De esta manera:
- si n=12: las raíces primitivas son las {\displaystyle \zeta ^{k}}, con k=1,5,7,11 ya que solo para estos valores de k tenemos: mcd(12,k)=1.

- si n=7: las raíces primitivas son las {\displaystyle \zeta ^{k}}, con k=1,2,3,4,5,6 ya que 7 és un número primo y por lo tanto todos los k cumplen: mcd(7,k)=1.

## Cuerpos ciclotómicos
Una de las aplicaciones de los polinomios ciclotómicos es en el contexto del álgebra, cuando se usa para construir cuerpos ciclotómicos.
Sean K un cuerpo algebraicamente cerrado y k un subcuerpo de éste. Consideremos {\displaystyle f(X)\in k[X]} un polinomio irreducible y {\displaystyle \theta \in K} una raíz de {\displaystyle f(X)}. Resulta que {\displaystyle k(\theta )\simeq k[X]/(f(X))} de manera que {\displaystyle [k(\theta ):k]=\operatorname {gr} (f(X))}, es decir, el grado del polinomio {\displaystyle f(X)} será el grado de extensión {\displaystyle k(\theta )} sobre k que es el mínimo cuerpo que contiene k y {\displaystyle \theta }.
Consideremos ahora, {\displaystyle \zeta } una raíz n-ésima primitiva de la unidad. Entonces tendremos que {\displaystyle [\mathbf {Q} (\zeta ):\mathbf {Q} ]=\operatorname {gr} (\Phi _{n}(X))=\varphi (n)}, y, como en la generalización, tendremos que el grado de la extensión del cuerpo de los racionales junto a la raíz primitiva n-ésima será el grado del polinomio ciclotómico n-ésimo.
Por otro lado, también es importante remarcar el resultado siguiente:
Sean {\displaystyle m,n\geq 1} números naturales primos entre sí. Entonces, el producto de las dos raíces primitivas {\displaystyle \zeta _{n}\zeta _{m}} es una raíz mn-ésima primitiva de la unidad y se satisfacen las igualdades: {\displaystyle \mathbf {Q} (\zeta _{m},\zeta _{n})=\mathbf {Q} (\zeta _{m}\zeta _{n})} y {\displaystyle \mathbf {Q} (\zeta _{m})\cap \mathbf {Q} (\zeta _{n})=\mathbf {Q} }.